# Сафоновский электромашиностроительный завод
Сафо́новский электромашинострои́тельный завод — советское и российское предприятие, специализируется на производстве синхронных и асинхронных электродвигателей трехфазного переменного тока мощностью от 30 до 2000 кВт, синхронных генераторов переменного тока мощностью от 50 до 1000 кВт. Значительное место в номенклатуре занимают электроводонагеватели и электрокотлы, вентиляторы промышленного назначения, дымососы. Завод был основан как завод по производству синхронных электрических машин.

## История
Завод основан в 1960 году. В первый же год работы СЭЗ изготовил 290 электрических машин, а к 1970 году количество выпущенных изделий превысило 1500 шт.
В период с 1970 по 1980 гг. происходила активная модернизация синхронных двигателей, сформирована собственная конструкторская школа. С 1971 года освоены электронагреватели мощностью от 9 до 400 кВт, в 1972 году начат выпуск синхронных компрессорных двигателей, а в 1973 — выпуск тиристорных возбудительных устройств.
К 1987 году произошло существенное обновление заводского оборудования — введены в действие станки с ЧПУ, что позволило увеличить производительность и повысить качество выпускаемой продукции.
В начале 1990-х организационная структура завода претерпела изменения. В 1992 году появились отделы маркетинговой службы и внешнеэкономических связей, сертификация изделий стала осуществляться по стандартам международной системы качества. Также СЭЗ стал одним из первых предприятий в Смоленской области, где компьютерная техника активно применялась как в системе учёта, так и в работе конструкторов и технологов.
В 2002 году Сафоновский электромашиностроительный завод вошел в состав Концерна «Русэлпром».
Современно оснащенная производственная и техническая база завода позволяет постоянно совершенствовать выпускаемую продукцию, расширять линейки электрических машин и выполнять индивидуальные заказы. Сафоновский электромашиностроительный завод представляет собой оптимально выстроенное предприятие с налаженной инфраструктурой. Предприятие состоит из основных производств:
- заготовительное,
- сварочное,
- штамповочное,
- механообрабатывающее,
- обмоточно-изолировочное,
- сборочное,
- окрасочное,
- испытательная станция,
- центральная заводская лаборатория.

Производства разделены по технологическому принципу и оснащены оборудованием, необходимым для выпуска крупных электрических машин, синхронных и асинхронных электродвигателей трехфазного переменного тока мощностью от 30 до 2500 кВт, синхронных генераторов переменного тока мощностью от 50 до 1250 кВт.

## Основные даты истории
- январь 1960 — Постановлением Совета Министров РСФСР № 147 от 30.01.1960 г. в г. Сафоново Смоленской области создан завод электрических машин на базе Центральных электромеханических мастерских треста «Дорогобужшахтстрой».
- октябрь 1960 — Выпущены первые четыре генератора переменного тока.
- декабрь 1960 — Сдан в эксплуатацию первый производственный корпус.
- 1972 — Начат выпуск синхронных компрессорных двигателей.
- 1973 — Освоено производство тиристорных возбудительных устройств.
- 1975 — Компрессорный электродвигатель типа БСДК удостоен Большой золотой медали на Лейпцигской ярмарке.
- 1976 — Значительно расширяется и обновляется номенклатура. Начат серийный выпуск асинхронных и синхронных двигателей нового поколения, в том числе крановых, погружных, буровых, насосных.
- 1977 — Асинхронный электродвигатель типа ДА304 удостоен Золотой медали на международной выставке в Брно.
- 1980 — Осуществляется техническое перевооружение предприятия.
- июнь 1987 — Введены в действие основные производственные мощности.
- 1992 — Выпущена стотысячная электрическая машина.
- октябрь 1992 — Предприятие преобразовано в открытое акционерное общество «Сафоновский электромашиностроительный завод».
- май 1999 — Система качества сертифицирована на соответствие требованиям международных стандартов ИСО 9000.
- декабрь 2003 — завод входит в концерн РУСЭЛПРОМ
- 11.09.2009 — ОАО «СЭЗ» признанно банкротом (с 06.04.10 начата процедура внешнего управления)

## Номенклатура
- асинхронные высоковольтные двигатели с короткозамкнутым ротором от 160 до 2500 кВт;
- асинхронные низковольтные двигатели с короткозамкнутым ротором на стандартные скорости вращения мощностью от 132 до 1400 кВт;
- асинхронные низковольтные двигатели с короткозамкнутым ротором для вентиляторов градирен от 30 до 132 кВт;
- асинхронные высоковольтные электродвигатели с фазным ротором мощностьюот 200 до 1250 кВт;
- асинхронные низковольтные электродвигатели с фазным ротором мощностьюот 110 до 320 кВт;
- синхронные высоковольтные электродвигатели мощностью от 315 до 1600 кВт;
- синхронные низковольтные электродвигатели мощностью от 132 до 400 кВт;
- синхронные генераторы мощностью от 400 до 1400 кВт;
- взрывозащищенные низковольтные электродвигатели мощностью от 55 до 315 кВт;
- взрывозащищенные высоковольтные электродвигатели мощностью от 160 до 2000 кВт.

Потребителем продукции ОАО «СЭЗ» является практически весь народнохозяйственный комплекс, обеспечивающий жизнедеятельность всей страны: электро- и теплоэнергетика, металлургия, газовики и нефтяники, крупные водоканализационные хозяйства, предприятия стройиндустрии, нефтехимии, минудобрений, целлюлозно-бумажной промышленности и др.
Двигатели и генераторы производства ОАО «СЭЗ» в течение многих лет пользуются устойчивым спросом на внутреннем рынке, поставляются в страны СНГ, экспортируются в десятки зарубежных государств:
| Азербайджан          | Иордания           | Нигерия      |
| Алжир                | Иран               | Никарагуа    |
| ОАЭ                  | Ирак               | Кабо-Верде   |
| Аргентина            | Италия             | Пакистан     |
| Армения              | Йемен              | Польша       |
| Австрия              | Казахстан          | Румыния      |
| Бангладеш            | Камбоджа           | Сирия        |
| Беларусь             | Канада             | Словакия     |
| Болгария             | Кыргызстан         | Таджикистан  |
| Босния и Герцеговина | Китай              | Таиланд      |
| Босния и Герцеговина | Колумбия           | Туркменистан |
| Бразилия             | Куба               | Турция       |
| Венгрия              | Латвия             | Узбекистан   |
| Вьетнам              | Ливия              | Украина      |
| Гвинея               | Литва              | Филиппины    |
| Греция               | Северная Македония | Финляндия    |
| Грузия               | Марокко            | Чехия        |
| Египет               | Мозамбик           | Эстония      |
| Индия                | Молдова            | Эфиопия      |
| Индонезия            | Монголия           | Югославия    |